# Канхілон (Нью-Мексико)
Канхілон (англ. Canjilon) — переписна місцевість (CDP) в США, в окрузі Ріо-Арріба штату Нью-Мексико. Населення — 228 осіб (2020).

## Географія
Канхілон розташований за координатами 36°29′4″ пн. ш. 106°26′3″ зх. д. / 36.48444° пн. ш. 106.43417° зх. д. (36.484399, -106.434106).  За даними Бюро перепису населення США в 2010 році переписна місцевість мала площу 8,31 км², з яких 8,31 км² — суходіл та 0,00 км² — водойми.

## Демографія
Згідно з переписом 2010 року, у переписній місцевості мешкало 256 осіб у 113 домогосподарствах у складі 75 родин. Густота населення становила 31 особа/км².  Було 157 помешкань (19/км²).
Расовий склад населення:
| - 63,7 % — білих - 1,2 % — корінних американців - 0,8 % — чорних або афроамериканців - 0,4 % — азіатів - 33,2 % — осіб інших рас |

До двох чи більше рас належало 0,8 %. Частка іспаномовних становила 93,8 % від усіх жителів.
За віковим діапазоном населення розподілялося таким чином: 23,4 % — особи молодші 18 років, 55,1 % — особи у віці 18—64 років, 21,5 % — особи у віці 65 років та старші. Медіана віку мешканця становила 46,5 року. На 100 осіб жіночої статі у переписній місцевості припадало 82,9 чоловіків;  на 100 жінок у віці від 18 років та старших — 83,2 чоловіків також старших 18 років.
Середній дохід на одне домашнє господарство  становив 45 120 доларів США (медіана — 41 071), а середній дохід на одну сім'ю — 53 720 доларів (медіана — 45 781). За межею бідності перебувало 5,9 % осіб, у тому числі 0,0 % дітей у віці до 18 років та 18,0 % осіб у віці 65 років та старших.
Цивільне працевлаштоване населення становило 84 особи. Основні галузі зайнятості: публічна адміністрація — 36,9 %, фінанси, страхування та нерухомість — 29,8 %, сільське господарство, лісництво, риболовля — 11,9 %, освіта, охорона здоров'я та соціальна допомога — 10,7 %.